# Alapi
Alapi – miejscowość w Tuvalu, położona na atolu Funafuti, na wyspie Fongafale.
Osada ma powierzchnię 0,11 km². W 2001 roku zamieszkiwało ją 1002 osoby, a w 2012 – 1029.